# Union nationale russe
Ne doit pas être confondu avec Union nationale russe (1993).

Drapeau de l'Union nationale russe.

L'Union nationale russe (en russe : Российский общенародный союз, abrégé en ROS) est un parti politique nationaliste
russe, fondé en 1991 en tant que mouvement politique. En 2001, l'Union nationale russe intègre Narodnaïa Volia avec plusieurs autres mouvements nationalistes, avant de retrouver son indépendance en 2008, et d'être reconnue comme parti politique le 17 décembre 2011. Son dirigeant est Sergueï Babourine.

## Histoire
L'organisation est fondée le 26 octobre 1991 par des membres du Parti communiste de l'Union soviétique (PCUS) orientés vers le nationalisme. Selon Nikolai Pavlov, l'un des dirigeants du parti, le parti se présente comme une force « patriotique et démocratique » ayant pour but d'unir les partis d'orientation socialiste. Pavlov a également affirmé que ROS a des positions communes avec des organisations plus centristes, comme le parti Cadet de Mikhail Astafyev, le Parti chrétien démocrate d'Aksyuchits et le Parti démocratique de Russie. Outre ses tendances socialistes, le ROS a des liens avec les nationalistes et les monarchistes russes traditionnels, et promeut les politiques pan-slavistes, y compris le soutien à l'expansion de la Serbie.
L'Union nationale russe prend part aux élections législatives de 1995 au sein de la coalition « Pouvoir au peuple ! », dirigé par Sergueï Babourine et Nikolaï Ryjkov, et rassemble 1,6 % des voix. ROS obtient finalement neuf élus et coopère avec d'autres formations politiques, notamment le Parti communiste de la fédération de Russie en soutenant le candidat communiste Guennadi Ziouganov lors de l'élection présidentielle de 1996.
En 2001, l'Union nationale russe s'est joint à trois autres partis nationalistes pour former Narodnaïa Volia mais, une fois cette coalition dissoute en 2008, ROS s'est reformée.
Le 22 décembre 2017, l'Union nationale russe nomme Sergueï Babourine comme candidat à l'élection présidentielle de 2018. Le 24 décembre, ce dernier dépose ses documents d'enregistrement auprès de la CEC mais celle-ci rejette la demande car elle identifie des erreurs,. Sergueï Babourine soumet à nouveau ses documents et voit son enregistrement approuvé. Sa candidature est confirmée par la Commission électorale centrale de la fédération de Russie (CEC) le 7 février 2018 après avoir fait valider plus de 100 000 signatures,.

## Résultats électoraux

### Élections présidentielles
| Année | Candidat                  | 1er tour           | 1er tour           | 2d tour            | 2d tour            |
| Année | Candidat                  | Voix               | %                  | Voix               | %                  |
| ----- | ------------------------- | ------------------ | ------------------ | ------------------ | ------------------ |
| 1996  | Guennadi Ziouganov (KPRF) | 24 211 686         | 32,00              | 30 113 306         | 40,30              |
| 2000  | Pas de candidature        | Pas de candidature | Pas de candidature | Pas de candidature | Pas de candidature |
| 2004  | Pas de candidature        | Pas de candidature | Pas de candidature | Pas de candidature | Pas de candidature |
| 2008  | Pas de candidature        | Pas de candidature | Pas de candidature | Pas de candidature | Pas de candidature |
| 2012  | Pas de candidature        | Pas de candidature | Pas de candidature | Pas de candidature | Pas de candidature |
| 2018  | Sergueï Babourine         | 479 013            | 0,65               |                    |                    |

### Élections législatives
| Année | Voix                | %                   | Sièges              | Notes                                           |                     |
| ----- | ------------------- | ------------------- | ------------------- | ----------------------------------------------- | ------------------- |
| 1995  | 1 112 873           | 1,61                | 9 / 450             | Au sein de la coalition « Pouvoir au peuple ! » |                     |
| 1999  | 245 266             | 0,37                | 2 / 450             |                                                 |                     |
| 2003  | 5 470 429           | 9,02                | 37 / 450            | Alliée avec Rodina                              |                     |
| 2007  | Pas de candidatures | Pas de candidatures | Pas de candidatures | Pas de candidatures                             | Pas de candidatures |
| 2011  | Pas de candidatures | Pas de candidatures | Pas de candidatures | Pas de candidatures                             | Pas de candidatures |
| 2016  | Pas de candidatures | Pas de candidatures | Pas de candidatures | Pas de candidatures                             | Pas de candidatures |